# Hydrophorus manicatus
Hydrophorus manicatus is een vliegensoort uit de familie van de slankpootvliegen (Dolichopodidae). De wetenschappelijke naam van de soort is voor het eerst geldig gepubliceerd in 1935 door Collin.